# Distretto di Longyang
Il distretto di Longyang (隆阳区S, Lóngyáng QūP) è un distretto della Cina, situato nella provincia di Yunnan e amministrato dalla prefettura di Baoshan.